# City of Chester
Chester City was een Engels district in het graafschap Cheshire en telde 118.210 inwoners (2001). De oppervlakte bedraagt 448,0 km². Het grootste deel van de inwoners woont in de stad Chester. Andere plaatsen zijn Malpas en Tarvin.
In april 2009 werd het district opgeheven en ging op in de unitary authority Cheshire West and Chester.
Van de bevolking is 17,3% ouder dan 65 jaar. De werkloosheid bedraagt 2,4% van de beroepsbevolking (cijfers volkstelling 2001).